# Keystone Aircraft Corporation
Pour les articles homonymes, voir Keystone (homonymie).
Keystone Aircraft Corporation a été l'une des entreprises américaines pionnières dans la fabrication d'aéronefs.
Basée à Bristol en Pennsylvanie aux États-Unis, la compagnie a été créée sous le nom de Ogdensburg Aeroway Corp en 1920 par Thomas Huff et Elliot Daland, mais ce nom est rapidement changé en Huff-Daland Aero Corp, puis en Huff-Daland Aero Company.
La compagnie se fait un nom dans le monde des constructeurs aéronautique avec ses avions pour l'agriculture conçu pour l'épandage des pesticides, ainsi qu'avec les débuts des bombardiers pour l'United States Army Air Corps. À partir de 1924, James Smith McDonnell est le chef-designer.
En 1926, Huff quitte la compagnie qui est rapidement rachetée par Hayden, Stone & Co, qui augmente le capital de 1 million de dollars américains et la renomme Keystone. En 1928, la société fusionne avec Loening Aeronautical Engineering et prend le nom de Keystone-Loening. En 1929, la société est reprise par Curtiss-Wright Corporation. Keystone devient une division de fabrication de Curtiss-Wright et cesse sa production en 1932.

## Modèles d'avions

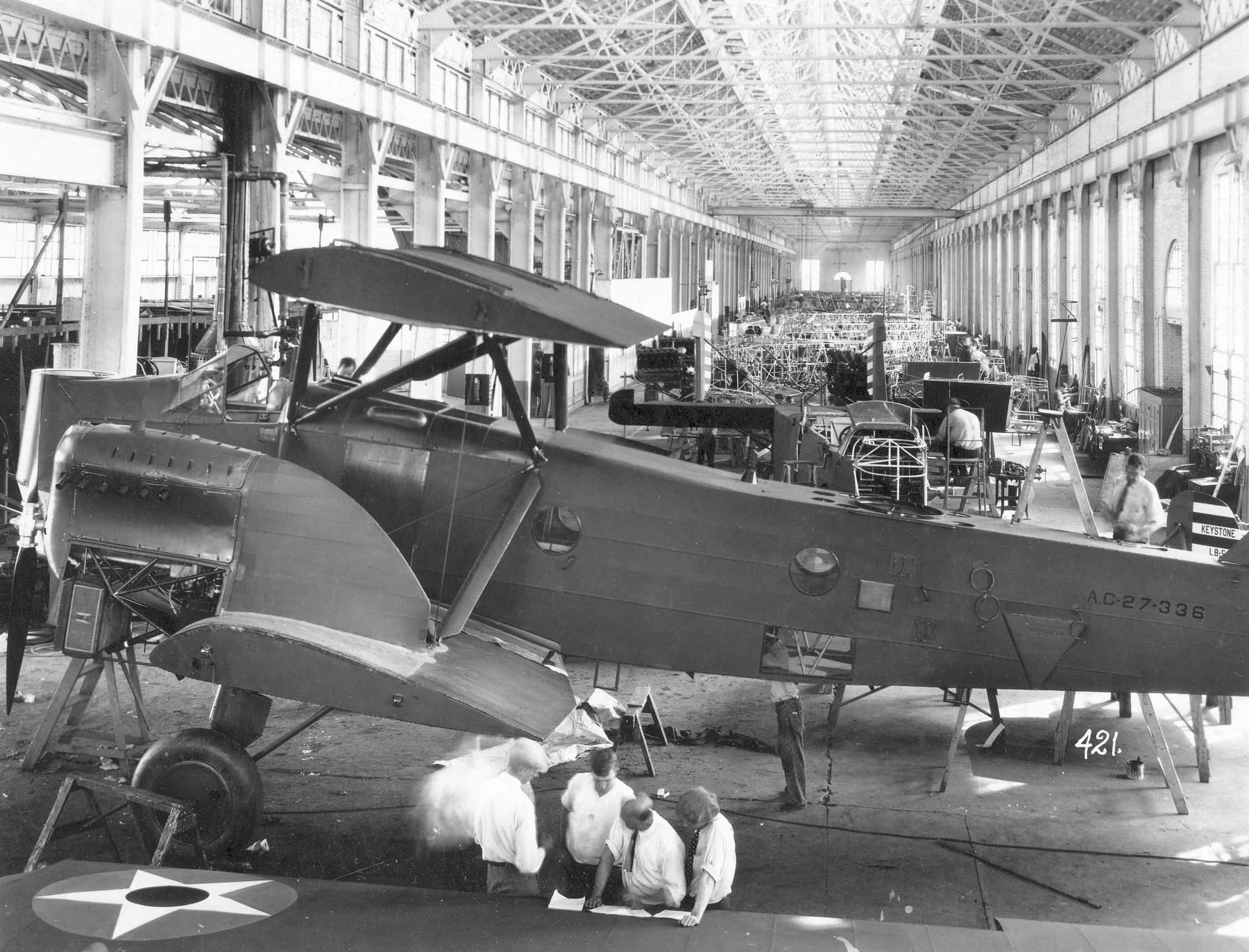
Le second bombardier Keystone LB-5 en construction en 1927.

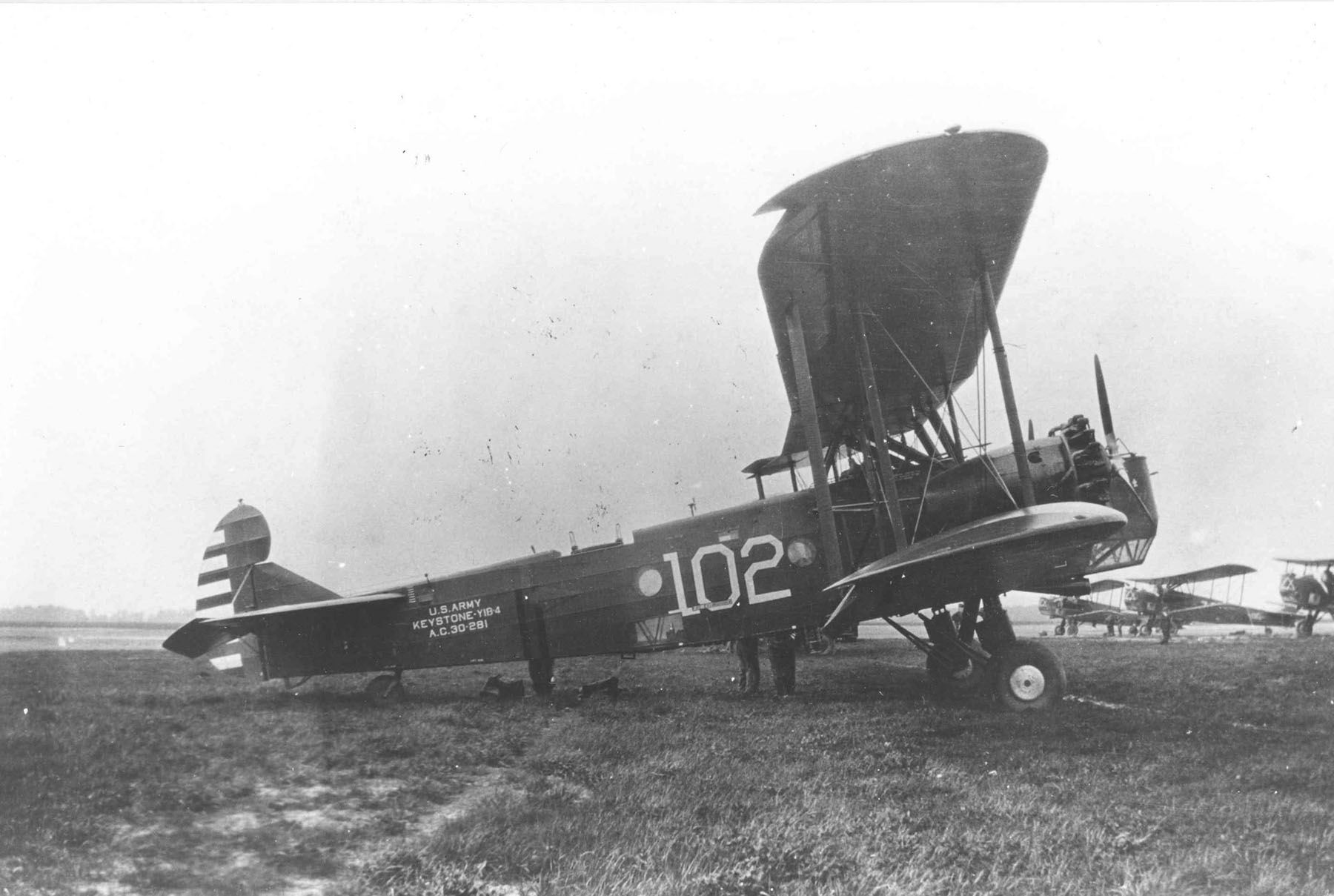
Avion Keystone Y1B-4.

- Huff-Daland TA-6, TW-5, AT-1, AT-2 : Biplan d'observation/entraînement (1923-1925)
- Huff-Daland XB-1 : Bombardier biplan bimoteur expérimental militaire (1927)
- Keystone PK-1 : Hydravion sous licence PN-12
- Keystone LB-5A : Bombardier biplan bimoteur, 1927-1929
- Keystone LB-6 : Bombardier biplan bimoteur, 17 fabriqués 1927-1929
- Keystone LB-7 : Bombardier biplan bimoteur, 1927-1929
- Keystone B-3A/B : Bombardier biplan bimoteur, 36 fabriqués 1930-1933
- Keystone B-4A/B : Bombardier biplan bimoteur 30 fabriqués 1930-1933
- Keystone B-5A/B : Bombardier biplan bimoteur 30 fabriqués 1930-1933
- Keystone B-6A : Bombardier biplan bimoteur 44 fabriqués 1930-1933
- Keystone K-47 Pathfinder : Biplan trimoteur (1927)
- Keystone K-55 Pronto  (1928)
- Keystone K-78 Patrician (1929)
- Keystone-Loening K-84 Commuter : Biplan monomoteur amphibie (1929)
- Keystone-Loening K-85 Air Yacht : Biplan monomoteur amphibie (1929)
- Keystone NK : Biplan navale d'entraînement (1928)
- Keystone PK : Biplan bimoteur amphibie (1930)

## Anecdote
Le Lieutenant-Commander Noel Davis et le Lieutenant Stanton H. Wooster ont été tués dans leur Keystone K-47 Pathfinder American Legion en effectuant un vol d'essai, quelques jours avant qu'ils entreprennent de tenter un vol transatlantique pour le Prix Orteig.